# أول بيرغسن
أول بيرغسن هو شخصية أعمال نرويجي، ولد في 1891، وتوفي في 1955.